# Comté du Prince-Édouard (Virginie)
Pour les articles homonymes, voir Comté du Prince-Édouard.
Le comté du Prince-Édouard (Prince Edward County) est un comté, fondé en 1752, situé dans l'État américain — officiellement « Commonwealth » — de Virginie. 
Au recensement de 2000, sa population était de 19 720 habitants.  Le siège du comté est Farmville.